# 乙弗弘礼
乙弗弘礼（?—?），隋末唐初贝州高唐县（今山东省高唐县）人，工相术。
杨广担任晋王时，召他来相面。乙弗弘礼跪下祝贺：“大王骨法非常，必为万乘之主，就是希望戒之在得。”隋炀帝杨广即位，召天下术家，专坊安置居住，令乙弗弘礼主管统摄。天下逐渐混乱，隋炀帝对乙弗弘礼说：“卿之前为朕相面，已经应验。占相道术，朕也知道一些。卿再为朕相面，最终当如何？”乙弗弘礼不敢回答。隋炀帝威胁他说：“卿所言与朕的相术不同，其罪当死。”乙弗弘礼说：“臣观相书，人臣之相与陛下类似的，都不得善终。臣听说圣人不可相面，故知凡圣不同，臣不能知陛下之相。”从此隋炀帝命有司监视他，不得与外人交谈。唐朝建立后，薛大鼎在隋末因事罚没为奴，贞观初年，乙弗弘礼为薛大鼎相面，说：“君是奴婢，为什么想要相面？”都问他怎么知道的，他说：“看他的头和眼，就是贱人，但不知其他地方怎么样？”薛大鼎有惭色，解下衣服，乙弗弘礼说：“看君面，和刚才相同。看君自腰已下，能担任方岳之任（地方长官）。”后来薛大鼎官至泗州刺史。贞观末年，乙弗弘礼卒。

## 延伸阅读
[在维基数据编辑]
 《舊唐書·卷191》，出自刘昫《舊唐書》